# Пеэбо, Аннели
Аннели Пеэбо (эст. Annely Peebo, родилась 16 ноября 1971 года в Вильянди) — эстонская оперная певица и телеведущая, солистка Венской народной оперы с 1997 года, вместе с Марко Матвере вела конкурс песни «Евровидение-2002».

## Биография
Аннели Пеэбо окончила Таллинскую музыкальную гимназию по классу фортепиано и хоровому дирижированию. С 1990 по 1994 годы пела в известном Эстонском филармоническом камерном хоре. Училась в Венском университете музыки и исполнительного искусства, изучала вокал под руководством Герхарда Кари и оперного певица Курта Мальма. Осуществила свой дебют в Венской государственной опере в 1997 году, исполнив партию в опере «Риголетто», а в том же году успешно прошла прослушивание в Венской народной опере.
Пеэбо исполняла множество известных оперных партий: Гермии в опере Бенджамина Бриттена «Сон в летнюю ночь», Мерседес в опере Жоржа Бизе «Кармен», Дорабеллы в операх Вольфганга Амадея Моцарта «Так поступают все», Керубино в «Свадьбе Фигаро» и Донны Эльвиры в «Доне Жуане». Помимо этого, Пеэбо выступала на Венском фестивале 2001 года, исполнив партию Мероэ в «Пентесилее» Отмара Шока; в 2002 году на Зальцбургском фестивале исполняла партии из произведений Моцарта и Гершвина. Сотрудничала с Пласидо Доминго, Хосе Каррерас, Андреа Бочелли, Ренато Брузоном и Стефанией Бонфаделли.
В 2002 году Аннели Пеэбо вела с Марко Матвере конкурс песни «Евровидение-2002» в Таллине. Владеет английским, немецким, французским, эстонским и русским языками (много партий она поёт на русском языке). Сыграла роль во французском фильме «Уроки теней». В 2008 году вошла в жюри финала австрийского телешоу «Österreichs Nächstes Topmodel».
Замужем, есть двое сыновей — Леон и Лаури. Проживает с семьёй в Австрии.